# Валері Зенатті
Валері Зенатті — французька письменниця, сценаристка та перекладачка творів письменника з Чернівців Агарона Аппельфельда.

## Письменницька творчість
Дебютувавши як журналістка й викладачка івриту, Валері Зенатті з 2004 року, повністю присвячує себе письменництву. Відтоді з-під її пера вийшла низка художніх творів, серед яких романи для молоді, що отримали численні винагороди. Наприклад, «Пляшка в морі Гази» (фр. Une bouteille dans la mer de Gaza), роман для підлітків, написаний у 2005 році, приніс Валері Зенатті міжнародне визнання і близько двадцяти літературних відзнак. Твір був перекладений 15-ма мовами світу й екранізований самою авторкою у співпраці з режисером Тьєррі Біністі в однойменному фільмі. У 2021 році роман було знову перевидано. У 2017 році виходить повнометражний дебютний кінофільм режисера Рашида Хамі «Мелодія», сценаристкою якого була Валері Зенатті, був представлений на Венеціанському кінофестивалі у позаконкурсній програмі.
З 2013 року Валері Зенатті викладає письменницьку майстерність в Інституті політичних досліджень м. Парижу, обравши темою свого курсу літературу про вигнання. У 2018-му  тогочасний Прем'єр-міністр Франції Едуар Філіпп призначив Валері Зенатті головою відділу іноземних літератур Національного центру книги в Парижі.
За першим романом письменниці, «Запізнитися на війну» («En retard pour la guerre»), режисер Ален Тасма у 2009 році зняв фільм «Ультиматум». Четвертий роман Валері Зенатті «Якобе, Якобе» («Jacob, Jacob») було номіновано на Премію Медічі та Премію книгарів і, поряд з іншими відзнаками, було нагороджено Премією за найкращий французький роман Prix du Livre Inter (2015).

## Перекладацька діяльність
З 2004 року Валері Зенатті активно перекладає французькою мовою твори Агарона Аппельфельда (1932—2018). Наразі світ побачило більше десятка її перекладів романів ізраїльського автора, народженого в Чернівцях.
Перекладачку та письменника пов'язувала не лише співпраця, а й дружні відносини. У 2019 році вийшов друком твір Валері Зенатті «У світлі живих» («Dans le faisceau des vivants»), що розповідає про подорож Валері Зенатті в Україну до рідного міста Агарона Аппельфельда після його смерті. Ця книга здобула літературну премію «Франс телевізйон» у категорії есе, а також інші престижні літературні відзнаки.

### Твори для молоді
1. Une addition, des complications, École des loisirs, coll. " Neuf ", 1999
2. Une montre pour grandir,, illustrations Frédéric Richard, École des loisirs, coll. " Mouche ", 1999
3. Koloïshmielnik s'en va-t-en guerre, École des loisirs, coll. " Neuf ", 2000
4. Fais pas le clown, Papa !, illustrations de Kimiko, École des loisirs, coll. " Mouche ", 2001
5. Le Secret de Micha, illustrations Alan Metz, École des loisirs, coll. " Mouche ", 2002
6. Quand j'étais soldate, École des loisirs, coll. " Médium ", 2002 — Prix ado-lisant 2004
7. Jonas, poulet libre, illustrations de Nadja, École des loisirs, coll. " Mouche ", 2004
8. Demain, la révolution !, École des loisirs, coll. " Neuf ", 2004
9. «Пляшка в морі Гази» («Une bouteille dans la mer de Gaza»), 2005
10. Boubélé, illustrations Audrey Poussier, École des loisirs, coll. " Mouche ", 2007
11. Adieu, mes 9 ans !, École des loisirs, coll. " Neuf ", 2007
12. " Une balle perdue ", nouvelle dans le recueil collectif Il va y avoir du sport mais moi je reste tranquille, École des loisirs, 2008
13. Vérité, vérité chérie, illustrations Audrey Poussier, École des loisirs, coll. " Mouche ", 2009

### Романи
1. «Запізнитися на війну» («En retard pour la guerre»), 2006
2. Les Âmes sœurs, éditions de l'Olivier, 2010 ; Points Seuil, 2011
3. Le Blues de Kippour avec Serge Lask, éd. Naïve, 2010
4. Mensonges, éd. de l'Olivier, 2011
5. Mariage blanc, éd. du Moteur, 2012
6. «Якобе, Якобе» («Jacob, Jacob»), 2014

### Есе
1. «У світлі живих» («Dans le faisceau des vivants») 2019

### Переклади
(французькою мовою з івриту)
- 2004 : Histoire d'une vie d'Aharon Appelfeld
- 2006 : L'Amour, soudain d'Aharon Appelfeld
- 2007 : Double Jeu de Yaïr Lapid
- 2008 : Floraison sauvage d'Aharon Appelfeld
- 2008 : Sur le vif de Michal Govrin
- 2008 : La Chambre de Mariana d'Aharon Appelfeld
- 2009 : Un petit garçon idéal de Zeruya Shalev
- 2009 : Et la fureur ne s'est pas encore tue d'Aharon Appelfeld
- 2011 : Le Garçon qui voulait dormir d'Aharon Appelfeld
- 2012 : Yolanda de Moshé Sakal
- 2013 : Les Eaux tumultueuses d'Aharon Appelfeld
- 2014 : Adam et Thomas d'Aharon Appelfeld (l'école des loisirs)
- 2015 : Les partisans d'Aharon Appelfeld
- 2016 : De longues nuits d'été d'Aharon Appelfeld
- 2018 : Des jours d'une stupéfiante clarté d'Aharon Appelfeld

## Події
1. (7-8 травня 2021 року) «Прийняти іншого у своїй мові. Переклад як диспозитив медіації»: міжнародний франкомовний колоквіум[9] на кафедрі романської філології та перекладу факультету іноземних мов Чернівецького національного університету імені Юрія Федьковича. Запрошеною доповідачкою колоквіуму стала Валері Зенатті. Доповіді читали французькою мовою 25 дослідників перекладу з 9 країн (Франція, Україна, Італія, Швейцарія, Іспанія, Польща, Алжир, Марокко, Японія).